# Notepad++
Notepad++ là trình soạn thảo văn bản và trình soạn thảo mã nguồn cho Microsoft Windows. Phần mềm hỗ trợ chỉnh sửa theo thẻ, cho phép làm việc với nhiều tệp đang mở trong một cửa sổ. Tên của dự án xuất phát từ C điều hành tăng.
Notepad++ được phân phối 
dưới dạng phần mềm miễn phí. Lúc đầu, dự án được lưu trữ trên SourceForge.net, từ đó phần mềm đã được tải xuống hơn 28 triệu lần, và hai lần giành Giải thưởng Lựa chọn Cộng đồng SourceForge cho Công cụ dành cho nhà phát triển tốt nhất. Dự án đã được lưu trữ trên TuxF Family từ năm 2010 đến 2015; kể từ năm 2015, Notepad ++ đã được lưu trữ trên GitHub. Notepad++ sử dụng thành phần soạn thảo Scintilla.

## Các ngôn ngữ lập trình hỗ trợ
Notepad++ hỗ trợ điểm sáng, tô màu các cấu trúc ngữ pháp của 48 ngôn ngữ lập trình, ngôn ngữ kịch bản và ngôn ngữ đánh dấu.

Người sử dụng cũng có thể tự tạo một cấu trúc cú pháp cho mình bằng cách sử dụng tiện tích tích hợp sẵn User Language Define System.

## Chức năng
- Tự động hoàn thành
- Bookmarks
- Nổi bật cú pháp
- Kéo và thả
- Tự động phát hiện trạng thái tệp tin
- Tìm và thay thế theo Biểu thức chính quy
- Chia màn hình
- Co dãn
- Kiểm tra cú pháp
- Giao diện tab
- FTP Browser
- unicode.

## Môi trường làm việc
Notepad++ chỉ hỗ trợ trên Microsoft Windows. Mặc dù vây bạn vẫn có thế dùng Notepad++ để có thể làm việc trên Linux hay Mac OS X, bằng cách sử dụng Wine.